# Râul Tetila
Râul Tetila este un curs de apă, afluent al râului Jiu. 